# Quirm
Quirm je město na Zeměploše v knihách Terryho Pratchetta.
Quirm je malé ospalé město ve vinařské oblasti poblíž Okrajového oceánu. Vyznačuje se proslulými květinovými hodinami a speciální školou - Quirmskou kolejí pro mladé dámy. Tento vzdělávací ústav navštěvovala například Smrťova vnučka Zuzana Stohelitská nebo Bystromila Klíšťová.